# Dahaituo Shan
Dahaituo Shan är ett berg i Kina. Det ligger i den nordöstra delen av landet, 100 km nordväst om huvudstaden Peking. Toppen på Dahaituo Shan är 1 634 meter över havet, eller 51 meter över den omgivande terrängen. Bredden vid basen är 0,93 km.
Terrängen runt Dahaituo Shan är huvudsakligen kuperad. Runt Dahaituo Shan är det ganska tätbefolkat, med 199 invånare per kvadratkilometer. I omgivningarna runt Dahaituo Shan växer i huvudsak blandskog.